# Otto Detlev Creutzfeldt

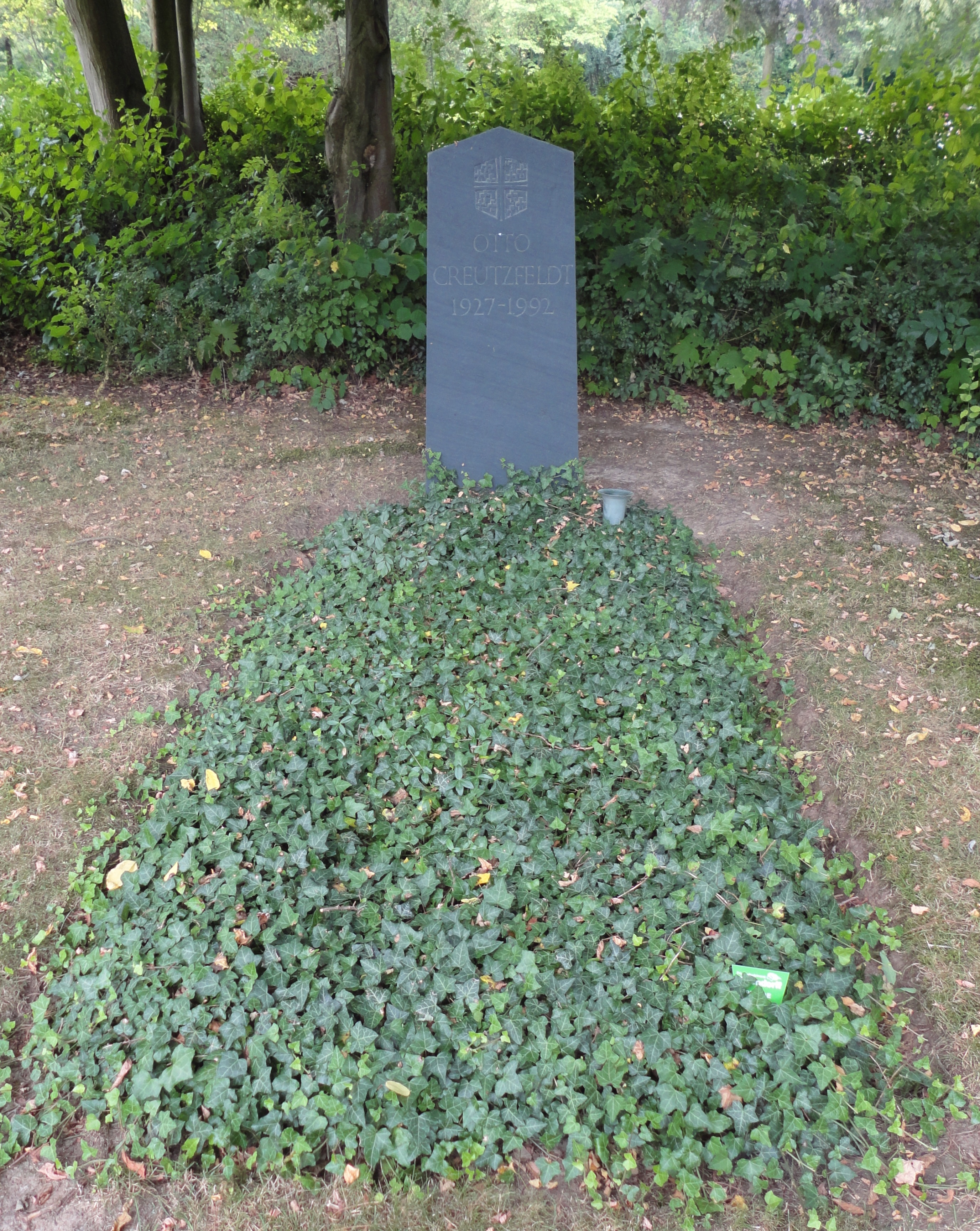
Grobowiec Otto Creutzfeldt'a na Parkfriedhof Junkerberg w Getyndze

Otto Detlev Creutzfeldt (ur. 1 kwietnia 1927 w Berlinie, zm. 23 stycznia 1992 w Getyndze) – niemiecki neurolog. Syn neurologa Hansa-Gerharda Creutzfeldta, brat lekarza chorób wewnętrznych Wernera Creutzfeldta (1924–2006). Studiował medycynę na Uniwersytecie we Fryburgu, ukończył studia w 1953 roku. Od 1962 pracował w Max-Planck-Institut für Psychiatrie. Od 1971 do 1992 roku dyrektor Max-Planck-Institut für biophysikalische Chemie w Getyndze.

## Prace
- Otto Detlev Creutzfeldt: Cortex cerebri. Springer 1983, ISBN 3-540-12193-5